# Елеонора-Елена Португалска
Елеонора-Eлена Португалска (на португалски: Leonora de Portugal; на немски: Eleonore Helena von Portugal) е португалска инфанта и императрица на Свещената Римска империя – съпруга на император Фридрих III.

## Произход и ранни години
Елеонора е родена на 18 септември 1434 г. в Ториж Ведраш, Португалия. Дъщеря е на португалския крал Дуарте и на инфанта Елеонора Арагонска. Елеонора е третата поред дъщеря на кралската двойка, но по-големите ѝ сестри умират още като деца.
Бащата на Елеонора умира три дни преди четвъртия ѝ рожден ден, оставяйки португалския престол на малолетния ѝ брат Афонсу V, от името на когото като регент започва да управлява майка им Елеонора Арагонска. През 1440 г. кралицата майка обаче е отстранена от регентството, което е поето от брата на покойния крал дон Педро де Коимбра. След като губи властта Елеонора Арагонска напуска кралската резиденция в Алмейра и търси убежище в замъка Крато. Новият регент обаче обсажда замъка и принуждава кралицата майка да напусне Португалия. Елеонора Арагонска обаче не взима със себе си дъщеря си Елеонора, която по това време е болна и се налага да остане в Португалия. Дон Педро поверява възпитанието на племенницата си на семейство Де Кастро.
Когато братът на Елеонора достига пълнолетие и проявява готовност да поеме управлението в свои ръце, се оказва, че чичо му Педро не е готов да се откаже от властта без борба. Между отрядите на краля и чичо му се състояло сражение, в началото на което дон Педро е смъртоносно ранен. След тези събития крал Афонсу V заема окончателно престола. Подобно на своя чичо, крал Афонсу V също полага грижи за сестра си Елеонора.

## Сватосване и брак
Сватосването на португалската инфанта и германския крал Фридирх IV, който става и свещен римски император, се оказва подобаващо дълъг за целта процес. Идеята за този брак идва от лелята на Елеонора – бургундската херцогиня Исабела Португалска, сестра на покойния крал Дуарте. Посредник в преговорите между германския двор и Португалия става вуйчото на инфантата – неаполитанският крал Алфонсо I Арагонски. Именно в Неапол се провеждат и всички преговори около сключването на предбрачния договор. Тъй като Фридрих предава голямо значение на външността на бъдещата си съпруга, през 1448 г. от Неапол в Португалия е изпратено посолство, в чийто състав влизат и художници, които трябвало да нарисуват правдив портрет на инфантата. Точно по това време в Португалия се разиграват драматичните събития около свалянето на дон Педро от властта, но това не променя отношението на новата власт към планирания династичен съюз. Въпреки че вестите и портретът, изпратени от посолството в Португалия, срещат одобрението на Фридрих, германският крал не бърза да даде окончателното си съгласие – не и докато не се появяват вести, че ръката на Елеонора е поискана от наследника на френската корона. Самата Елеонора изразява предпочитания да се омъжи за Фридрих, тъй като чрез него тя щяла да бъде обявена за свещена римска императрица, което било по-престижно от това да е кралица на Франция. В крайна сметка бракът между Елеонора и Фридрих получава и одобрението на апостолическия престол в лицето на папа Пий II, което ускорява сключването на окончателното споразумение в Неапол. Съгласно подписаният договор зестрата на Елеонора е определена на 60 хиляди гулдена, 50 хиляди от които са поставени на разположението на Фридрих, а 10 хиляди – на Елеонора. Съответно, Фридрих трябвало да осигури на съпругата си поземлени владения на стойност 60 хиляди гулдена.
Пътешествието по море на Елеонора Португалска от Арагон до Италия, където трябва да се състои венчавката ѝ с Фридрих, протича в изключително тежки условия. По пътя корабът на инфантата е връхлетян от буря и нападнат от пирати, което става причина да плъзнат слухове, че годеницата на Фридрих била изгубена в морето. В крайна сметка Фридрих и Елеонора се срещат за първи път в Сиена през ноември 1451 г., а на 16 май 1452 г. двамата са венчани от папа Николай V в Рим. Три дни след венчавката съпругът на Елеонора е коронован за император на Свещената Римска империя. Сватбените тържества се провеждат под егидата на Алфонсо I Арагонски в Неапол, където Фридрих нарекъл съпругата си Елеонора с ново име – Eлена, което тя обаче рядко използвала през остатъка от живота си.
Бракът на Елеонора, който първоначално започва доста щастливо, скоро се превръща за нея в истинско мъчение. Оказва се, че императорът и императрицата споделят малко общи черти, а различията между тях оказват силно влияние върху отношенията им. Фридрих не споделя страстта на Елеонора по баловете, банкетите и лова.
Тя ражда на съпруга си пет деца, от които три умират рано. Императрицата, която постоянно глези децата си и им позволява да поемат обилни количества сладкиши и пикантни португалски ястия, е обвинявана косвено от съпруга си за смъртта на три от тях. Фридрих III, който рядко се меси в семейния ред, установен от съпругата му, се принуждава лично да се заеме с възпитанието на Максимилиан и Кунигунда. Двете деца са възпитавани в спартански дух и са поставени на строга диета, включваща прости плодове и зеленчуци, които императорът лично отглежда в градините си. Междувременно дълговете на Фридрих се увеличават, което става причина след завръщането им във Виена, императорът да отпрати огромния антураж на съпругата си, който се състои от 80 рицари и 40 придворни дами, пристигнали заедно с Елеонора от Португалия. На Елеонора е позволено да задържи само една камериерка, която умира година по-късно. Самотата става причина императрицата да изпитва остра носталгия по топлата и слънчева родина. В Австрия обаче Елеонора калява характера и придобива желязна воля. По време на народното въстание и пленничеството на императорското семейство във Виена, когато хората са принудени да ядат плъхове, кучета и котки, Елеонора е тази, която поддържа духа както на децата си, така и на безволевия си съпруг.
Елеонора Португалска умира от дизентерия на 3 септември 1467 г. във Винер Нойщат. Погребана е в Цистерианския манастир в същия град.

## Деца
- Кристоф (1455 – 1456)
- Максимилиан I (1459 – 1519)
- Хелена (1460 – 1461)
- Кунигунда Австрийска (1465 – 1520)
- Йохан (1466 – 1467)